# El Cabo de Gata
El Cabo de Gata är en ort i Spanien.   Den ligger i provinsen Provincia de Almería och regionen Andalusien, i den södra delen av landet, 400 km söder om huvudstaden Madrid. El Cabo de Gata ligger 8 meter över havet och antalet invånare är 500.
Terrängen runt El Cabo de Gata är platt norrut, men åt sydost är den kuperad. Havet är nära El Cabo de Gata åt sydväst.  Närmaste större samhälle är Retamar, 8,7 km nordväst om El Cabo de Gata. Omgivningarna runt El Cabo de Gata är i huvudsak ett öppet busklandskap.